# 日本国有鉄道改革法
日本国有鉄道改革法（にほんこくゆうてつどうかいかくほう、昭和61年12月4日法律第87号）は、経営が破綻した日本国有鉄道の経営形態の抜本的な改革を、分割民営化により行うことに関する日本の法律である。略称は国鉄改革法。
所管省庁は国土交通省鉄道局鉄道事業課。

## 法律の構成
- 第1章　総則（第1条～第5条）
国、国鉄、地方公共団体の義務等について規定。
- 第2章　日本国有鉄道の改革に関する基本方針（第6条～第18条）
旅客事業の6社分割・民営化、貨物事業の分離・民営化、鉄道連絡船・旅客自動車・電気通信の各事業の引継ぎ、三島会社の経営安定基金、長期債務・日本鉄道建設公団資産及び債務の承継、日本国有鉄道清算事業団への移行、等について規定。
- 第3章　日本国有鉄道の事業等の引継ぎ等（第19条～第27条）
第2章の規定に基づく各種手続き等について規定。
- 附則

## JR不採用事件の経緯と本法第23条の解釈

### 事件の経緯
この法律に基づき実行された昭和62年（1987年）4月1日の国鉄分割民営化により、約27万7000人の国鉄職員のうち、JR各社に再就職できたのは約20万人であった（結果として約7万7000人の再就職未定者が発生した。国鉄清算事業団は再就職先の斡旋を行ったが、最終的に1,047人がJR以外の再就職を拒否し、解雇された）。
このJR不採用者には、分割民営化に反対した国鉄労働組合（国労）、全国鉄動力車労働組合（全動労）、国鉄千葉動力車労働組合（動労千葉）の組合員が多数含まれていたことから、前記3組合は、「JRが社員採用時に所属組合による差別という不当労働行為を行った。」として、1987年（昭和62年）に相次いで全国の地方労働委員会に救済を申し立てた。各地方労働委員会は対象者全員を分割民営化当日に遡って採用する旨の救済命令を出したが、JR各社はこれを不服とし、中央労働委員会（中労委）に再審査を申し立てた。中労委は地方労働委員会に沿った命令を出したことから、JR各社は東京地方裁判所に中労委命令の取消を求めて行政訴訟を起こし、3組合も採用を求めて反訴した。東京地方裁判所、東京高等裁判所、最高裁判所はすべてJR各社勝訴の判決を出し、平成16年（2004年）11月11日、国労が最後に残った事件の上告を取り下げ、JR各社の完全勝訴が確定した。

### 争点
この一連の救済申立及び裁判における最大の争点は、JR各社社員の採用を定めた本法律の第23条の解釈である。参考のため、争点となった条文を掲げる。
（承継法人の職員）
第23条　承継法人の設立委員（・・・略・・・）は、日本国有鉄道を通じ、その職員に対し、それぞれの承継法人の職員の労働条件及び職員の採用の基準を提示して、職員の募集を行うものとする。
2　日本国有鉄道は、前項の規定によりその職員に対し労働条件及び採用の基準が提示されたときは、承継法人の職員となることに関する日本国有鉄道の職員の意思を確認し、承継法人別に、その職員となる意思を表示した者の中から当該承継法人に係る同項の採用の基準に従い、その職員となるべき者を選定し、その名簿を作成して設立委員等に提出するものとする。
3　前項の名簿に記載された日本国有鉄道の職員のうち、設立委員等から採用する旨の通知を受けた者であって、附則第2項の規定の施行の際現に日本国有鉄道の職員である者は、承継法人の設立の時において、当該承継法人の職員として採用される。
4　（略）
5　承継法人（・・・略・・・）の職員の採用について、当該承継法人の設立委員がした行為及び当該承継法人の設立委員に対してなされた行為は、それぞれ、当該承継法人がした行為及び当該承継法人に対してなされた行為とする。
6、7 （略）
3組合の主張及び地方労働委員会の命令
- 国鉄とJRは実質的に同一であり、国鉄が行った「採用基準に従って選定した者の名簿の作成」に不当労働行為があればその責任は設立委員＝JRに帰属する。

中央労働委員会の命令
1. 第23条第2項で、国鉄が行うべきとされた名簿の作成は、本来承継法人の設立委員が為すべきことを国鉄に委任したと解釈すべきである。
2. よって、国鉄は、設立委員の補助機関の地位にあったとみなすことができ、採用の主体は設立委員である。
3. よって、国鉄が行った名簿の作成過程で不当労働行為があれば、その責任は設立委員＝JRが負うべきである。

JR各社の主張
1. 国鉄の法人格を承継しているのは、国鉄清算事業団であり、これは「移行」として本法第15条に明記されている。よって、国鉄とJRは別法人格である。
2. 第23条第2項は、国鉄が自らの権限と責任において名簿の作成を行うことを明記している。よって、設立委員がこの名簿に載っていない者を採用するのは不可能であり、設立委員＝JRに責任は無い。

最高裁判所の判決（事件名:労働委員会救済命令取消請求事件、平成15年（2003年）12月22日第一小法廷）
- 本法は、職員の採用の手続きの各段階における国鉄と設立委員の権限を明確に分離して規定している。仮に国鉄が採用候補者の選定及び採用候補者名簿の作成に当たり組合差別をした場合は、国鉄（や後継組織の日本国有鉄道清算事業団）の責任であり、設立委員やJR各社が不当労働行為の責任を負うものではない。（→最高裁判所裁判例）。3対2の多数決による判決であった。
  - （反対意見）深澤武久、島田仁郎の両裁判官は、以下の趣旨の反対意見を述べた。

1. 採用手続の各段階における作業は、独立したものはなく設立委員の提示する採用基準に従ったJR各社の職員採用に向けられた一体的なものである。本法第23条において国鉄と設立委員の権限が定められていることを理由に効果も分断されたものと解するのは形式論にすぎる。
2. 改革法の国会審議において、法案を所管する運輸大臣が国鉄と設立委員の関係について「国鉄は設立委員の採用事務を補助する者で，民法上の準委任に近い」「国鉄は設立委員の補助者であるから，国鉄の組合と団体交渉をする立場にはない」と説明している。このような立法者意思に反した法解釈をするのは避けるべきである。これらの大臣の発言を受けて、国鉄がJR各社の職員採用に関しての団体交渉に応じなかった経緯も考慮すべき。
3. 上記から、改革法はJR各社の職員採用について、国鉄に設立委員の補助的なものとして権限を付与したものと解すべき。よって、国鉄に不当労働行為があったときは、設立委員やJR各社が不当労働行為の責任を負う。

上記判決の元原告が行った、これ以降の裁判等の経緯については、JR不採用事件を参照